# Hladkovîțka Kameanka, Ovruci
Hladkovîțka Kameanka (în ucraineană Гладковицька Кам`янка) este un sat în comuna Hladkovîci din raionul Ovruci, regiunea Jîtomîr, Ucraina.

## Demografie
Componența lingvistică a localității Hladkovîțka Kameanka
     Ucraineană (97,3%)
     Rusă (2,7%)
Conform recensământului din 2001, majoritatea populației localității Hladkovîțka Kameanka era vorbitoare de ucraineană (97,3%), existând în minoritate și vorbitori de rusă (2,7%).